# Polystachya waterlotii
Polystachya waterlotii là một loài thực vật có hoa trong họ Lan. Loài này được Guillaumin miêu tả khoa học đầu tiên năm 1928.